# جيريمي سميث (لاعب دوري الرغبي نيوزيلندي)
جيريمي سميث (بالإنجليزية: Jeremy Smith)‏ هو لاعب دوري الرغبي نيوزيلندي، ولد في 14 أبريل 1980 في كرايستشرش في نيوزيلندا.